# 熊本市立熊本市民病院
熊本市立熊本市民病院（くまもとしりつくまもとしみんびょういん）は、熊本県熊本市東区にある医療機関。熊本市病院事業の設置等に関する条例（昭和41年12月12日条例第54号）に基づき熊本市が開設する公立の病院である。市内では単に「市民病院」といえば当院を指した呼び方であることが多い。
熊本県内に二箇所ある総合周産期母子医療センターのうちの一箇所であり（もう一箇所は熊本大学医学部附属病院）、地域周産期母子医療センターである熊本赤十字病院・福田病院や、特定機能病院で高度・先進・特殊医療を担う熊本大学医学部附属病院と連携して高度な周産期医療にあたることが期待されている。また、熊本県で唯一の第一種指定感染症医療機関である。

## 沿革

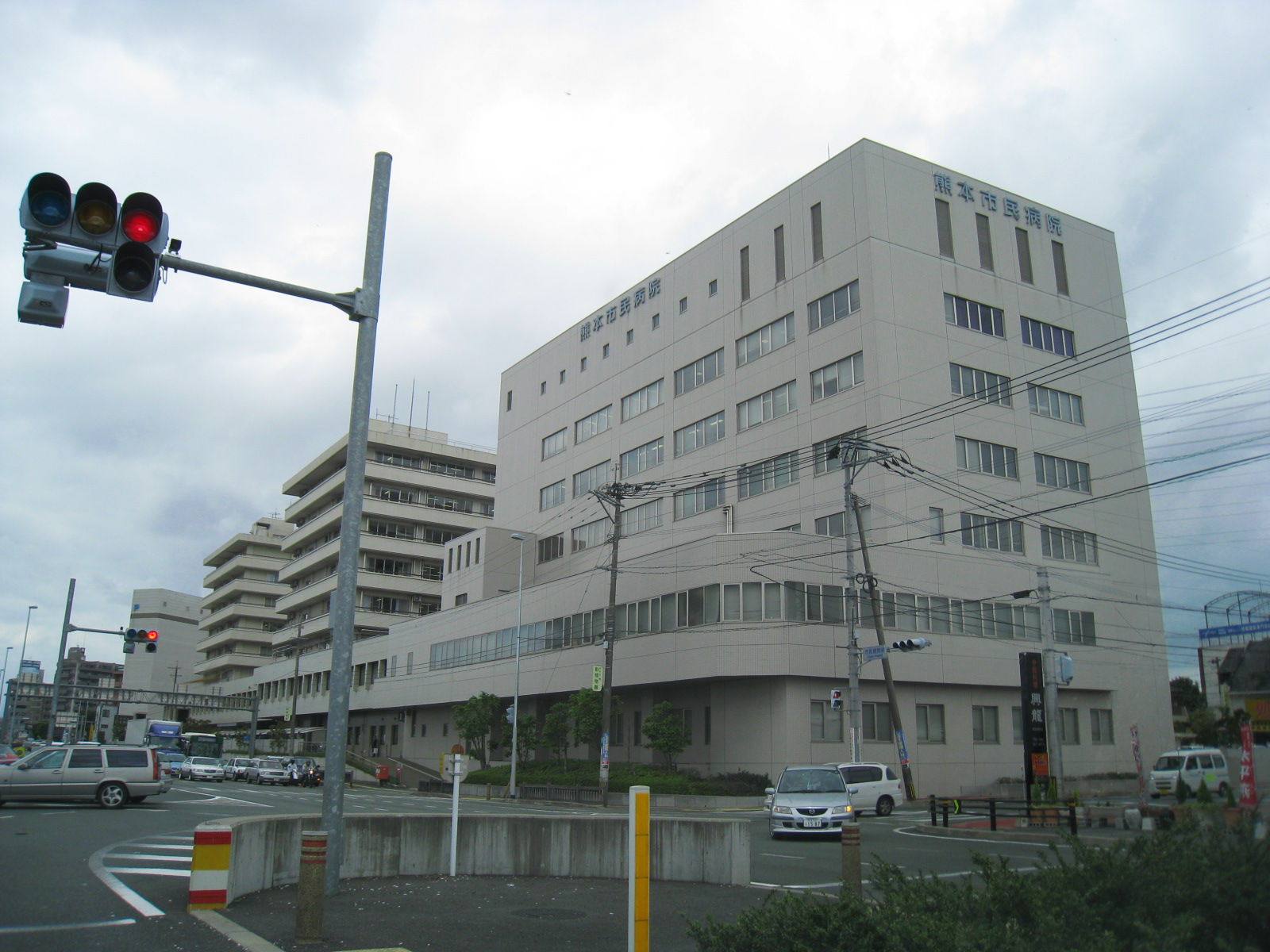
2019年9月まで使われていた旧病院

- 1945年（昭和20年）4月 - 熊本市立乳児院の一部に本荘産院開設。
- 1946年（昭和21年）2月1日 - 熊本市立民生病院として開設。
- 1949年（昭和24年）5月10日 - 市立熊本市民病院に改称。
- 1950年（昭和25年）7月 - 本荘産院が湖東一丁目へ移転し熊本市立産院となる
- 1955年（昭和30年）7月1日 - 呉服町診療所を開設。
- 1958年（昭和33年）9月1日 - 総合病院市立熊本市民病院に改称。
- 1968年（昭和43年）3月31日 - 呉服町診療所を廃止
- 1992年（平成4年）4月1日 - 熊本市立芳野診療所を市民病院に所管替えし、市民病院附属芳野診療所として開設。
- 1996年（平成8年）2月1日 - 開設50周年
- 1999年（平成11年）4月1日 - 熊本市立産院を市民病院の所管とし、熊本市立熊本市民病院附属産院とする。
- 2002年（平成14年）8月1日 - 熊本県予防接種センター開設。
- 2009年（平成21年）4月1日 - 地方公営企業法全部適用。
- 2009年（平成21年）12月31日 - 熊本市立熊本市民病院附属産院を廃止。
- 2010年（平成22年）1月4日 - 助産師外来設置。
- 2016年（平成28年）
  - 4月16日 - 平成28年熊本地震により被災[注釈 1]。
  - 4月28日 - 建物内で安全性が確認された新館及び平屋部分に外来機能を集約し、再来患者のみの外来診療を再開[3][注釈 2]。
  - 12月26日 - 管理棟の3階で新生児集中治療室（NICU）と回復治療室（GCU）を再開[4]。
- 2017年（平成29年）
  - 1月20日 - 地震前の439床中、管理棟5階の10床のみ、一般の入院患者受け入れを再開[5]。
- 2019年（令和元年）
  - 9月21日 - 新病院完成式典を開く。大西熊本市長らが出席[6]
  - 10月1日 - 東町の新病院移転。なお外来は10月7日から開始。

## 診療科
- 内科（新患係）
- 代謝内科
- 呼吸器科
- 消化器科
- 神経内科
- 血液・腫瘍内科
- 腎臓科
- 感染症科
- 循環器科
- 心臓血管外科
- 小児循環器科
- 小児心臓外科
- 新生児科
- 小児科
- 小児外科
- 外科
- 乳腺内分泌外科
- 呼吸器外科
- 整形外科
- リウマチ科
- 脳神経外科
- 皮膚科
- 耳鼻咽喉科
- 眼科
- 泌尿器科
- 産婦人科
- 放射線科
- 麻酔科
- 女性専門外来
- 助産師外来
- 新生児科
- 精神科
- 歯科
- 臨床病理科
- 緩和ケア外来
- 禁煙外来
- セカンドオピニオン外来

## 医療機関の指定等
- 保険医療機関
- 救急告示医療機関
- 労災保険指定医療機関
- 指定自立支援医療機関（更生医療・育成医療・精神通院医療）
- 身体障害者福祉法指定医の配置されている医療機関
- 生活保護法指定医療機関
- 結核指定医療機関
- 指定養育医療機関
- 戦傷病者特別援護法指定医療機関
- 原子爆弾被爆者医療指定医療機関
- 原子爆弾被爆者一般疾病医療取扱医療機関
- 第一種感染症指定医療機関（2床）
- 第二種感染症指定医療機関
- 公害医療機関
- 母体保護法指定医の配置されている医療機関
- 臨床研修指定病院（管理型・協力型）
- 臨床修練指定病院
- がん診療連携拠点病院
- エイズ治療拠点病院
- 特定疾患治療研究事業委託医療機関
- DPC対象病院
- 小児慢性特定疾患治療研究事業委託医療機関
- 総合周産期母子医療センター

## 交通アクセス
- 熊本市電健軍町電停下車。
- 熊本市街より九州産交バス・熊本都市バスで「東町」「東町中央」「運輸支局前」またはF4-2、K3-2系統で「熊本市民病院」バス停がある。

## 附属診療所

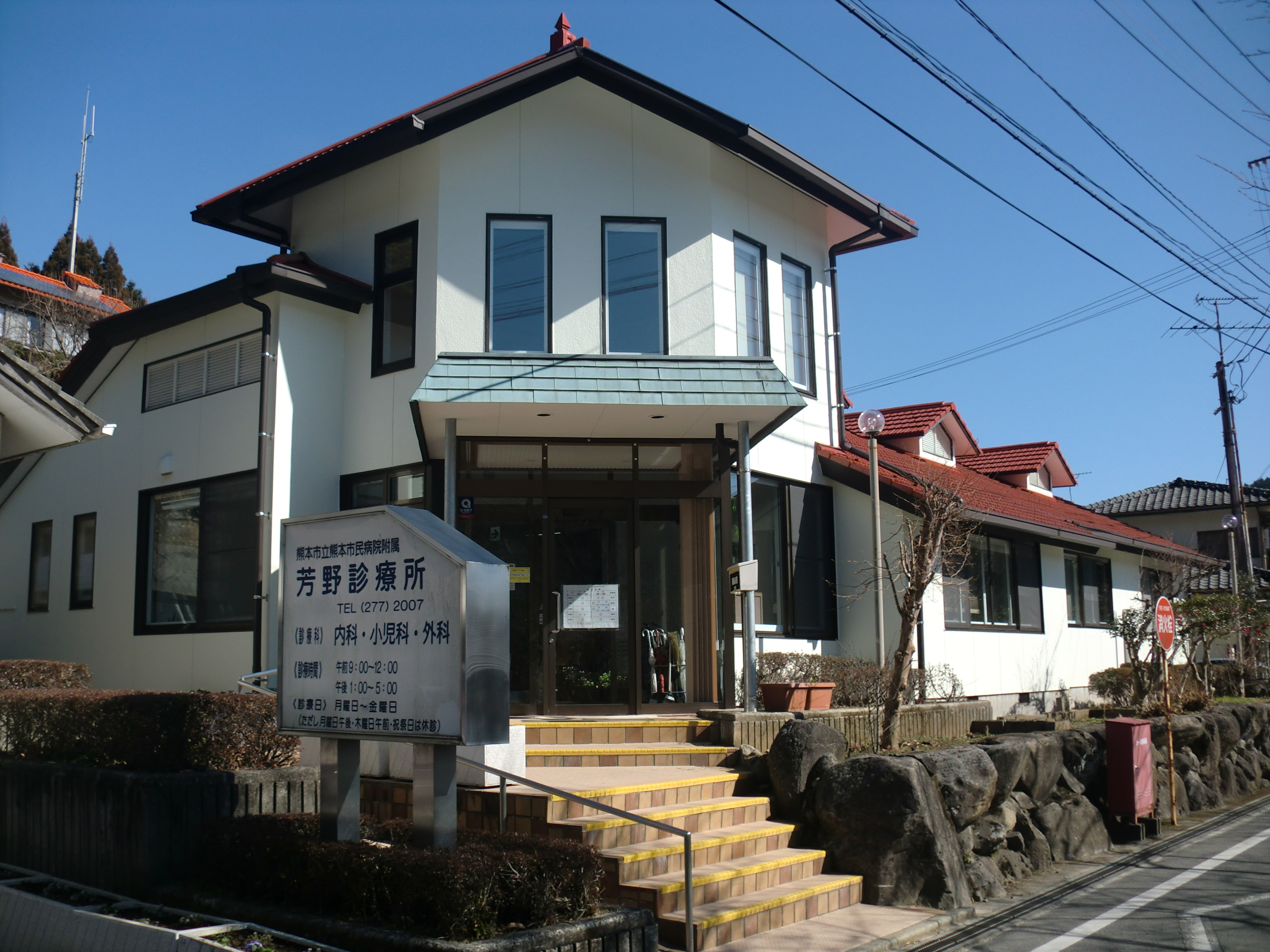
芳野診療所

条例の定めに従い、熊本市西区河内町野出1410番地に無床の診療所を置く。
- 名称：熊本市立熊本市民病院附属芳野診療所
- 診療科：内科、小児科、外科。

芳野地区は熊本圏域（熊本市）におけるへき地とされ、芳野診療所はへき地診療所とされている。